# Caius Manilius
Caius Manilius ou Gaius Manilius est un tribun de la plèbe de la République romaine, actif en 67 - 65 av. J.-C.
Il propose une loi qui donne à Pompée le commandement de la guerre contre Mithridate et Tigrane, avec un pouvoir dictatorial. Cette loi a été appuyée par Cicéron qui prononce à cette occasion le discours Pro lege Manilia.

## Carrière politique

### Lex de libertinorum suffragiis
Au début de son année de tribun, le 10 décembre 67 av. J.-C., Manilius fait voter une loi De libertinorum suffragiis, qui donne aux affranchis (en latin libertini) le droit de voter avec ceux qui les avaient affranchis, c'est-à-dire dans la même tribu que leur patron (patronus). Cette loi avait déjà été imposée vingt ans plus tôt par le tribun de la plèbe Publius Sulpicius Rufus, mais elle avait été abrogée lors de la restauration de Sylla. Le 29 décembre, Manilius fait adopter cette loi par une assemblée peu fréquentée, mais elle est invalidée par le Sénat le 1er janvier 66 av. J.-C..

### Lex Manilia
La proposition de loi intervient dans le contexte de la troisième guerre de Mithridate : après les succès militaires de Lucius Licinius Lucullus de 73 à 68 av. J.-C. sur Mithridate VI et son allié Tigrane II d'Arménie, les troupes de Lucullus, menées par le tribun Publius Clodius Pulcher du courant des populares, se mutinent en 67 av. J.-C. ; Mithridate et Tigrane envahissent à nouveau le Pont et la Cappadoce] ; Lucullus est révoqué ; l'armée commandée par Manius Acilius Glabrio est battue à Zela et, à la fin de 67 av. J.-C., Mithridate a reconquis l'ensemble de son ancien royaume.
Le projet de loi de Manilius en 66 av. J.-C. demande le rappel des trois généraux romains en Orient (Lucullus dans le Pont, Glabrio en Bithynie et Quintus Marcius Rex en Cilicie) et le transfert de la conduite de la guerre à Pompée. La proposition de loi est notamment soutenue par Cicéron qui est alors préteur dans son discours Pro lege Manilia. Elle est adoptée à l'unanimité par les comices tributes. Cette loi augmente les pouvoirs de Pompée, déjà considérables après la lex Gabinia de 67 av. J.-C., une concentration de pouvoir auparavant exceptionnelle sous la République romaine. L'année suivante, Pompée vainc Mithridate.

### Fin de carrière
Après avoir quitté ses fonctions de tribun de la plèbe en décembre 66 av. J.-C., Manilius fait l'objet de deux accusations, sans que les sources soient précises sur leur objet et sur les résultats.
Dès décembre, il est accusé d'extorsion (de repetundis) devant la chambre d'enquête dite Quaestio perpetua, instaurée par la lex Calpurnia, et alors présidée par Cicéron ; le procès est reporté à janvier 65 av. J.-C., puis suspendu dans l'agitation provoquée par la conjuration de Catilina. Il fait ensuite l'objet d'une accusation de trahison, en fonction de la lex Appuleia de maiestate ; il disparaît complètement des sources antiques et a pu être condamné.